# Abu 'Abd al-Rahman al-Sulami
Abū ʿAbd al-Raḥmān Muḥammad b. al-Ḥusayn al-Azdī al-Sulamī al-Naysābūrī, o Nīsābūrī, o al-Nishapurī (in arabo ﺍﺑﻮ ﻋﺒﺪ ﺍﻟﺮﺣﻤﺎﻥ ﻣﺤﻤﺪ ﺍﻟﺴﻠﻤﻲ‎?; Nishapur, 937 o 942 – Nishapur, 1021), è stato un teologo e mistico arabo di madhhab sciafeita.
Il suo ṭalab al-ʿilm lo portò nel Khorasan e in Iraq, e nelle città di Merv e di Baghdad, e più tardi in Hijaz (penisola arabica).
La vasta biblioteca lasciatagli dal maestro Ismāʿīl ibn Nujayd, lo convinse ad aprire un circolo sufi che divenne a Nīshāpūr un importante punto di raduno, di studio e di meditazione.

## Biografia
Autore prolifico, compose circa un centinaio di opere, tra cui si possono ricordare le biografie agiografiche di sufi (Taʾrīkh ṣūfiyya, "Storia del Sufismo"), ricca di un migliaio di voci, di cui le Ṭabaqāt al-ṣūfiyya ("Classi dei sufi"), con poco più di 100 biografie di mistici di spicco, costituiscono una valida sintesi.
Parti della sua opera sulle abitudini e costumi sufi sono stati epitomizzati da Abū Bakr Aḥmad b. al-Ḥusayn al-Bayhaqī. 
Un Tafsīr - gli Ḥaqāʾiq al-tafsīr ("Le realtà dell'esegesi coranica") - è tuttora inedito e se ne conosce parzialmente il contenuto solo attraverso citazioni nei lavori di Louis Massignon e di Paul Nwyia.

## Opere scelte
- La cavalleria spirituale, Luni Editrice, 2014 (sulla furūsiyya, ossia la nobiltà di comportamento)
- A Collection of Sufi Rules of Conduct, trad. di Elena Biagi, Islamic Texts Society, 2010 ISBN 9781903682579
- L'indole dei sufi. Il compendio delle regole di condotta, a cura di G. Rizzo, Mimesis, 2007.